# Pignans
Pignans település Franciaországban, Var megyében. Lakosainak száma 4767 fő (2022. január 1.). Pignans Flassans-sur-Issole, Besse-sur-Issole, Carnoules, Collobrières és Gonfaron községekkel határos.

## Népesség
A település népességének változása:
| Lakosok száma | 3689 | 3896 | 4062 | 4201 | 4395 | 4588 | 4658 | 4730 | 4767 |
|               | 2013 | 2015 | 2016 | 2017 | 2018 | 2019 | 2020 | 2021 | 2022 |